# Damnatio memoriae

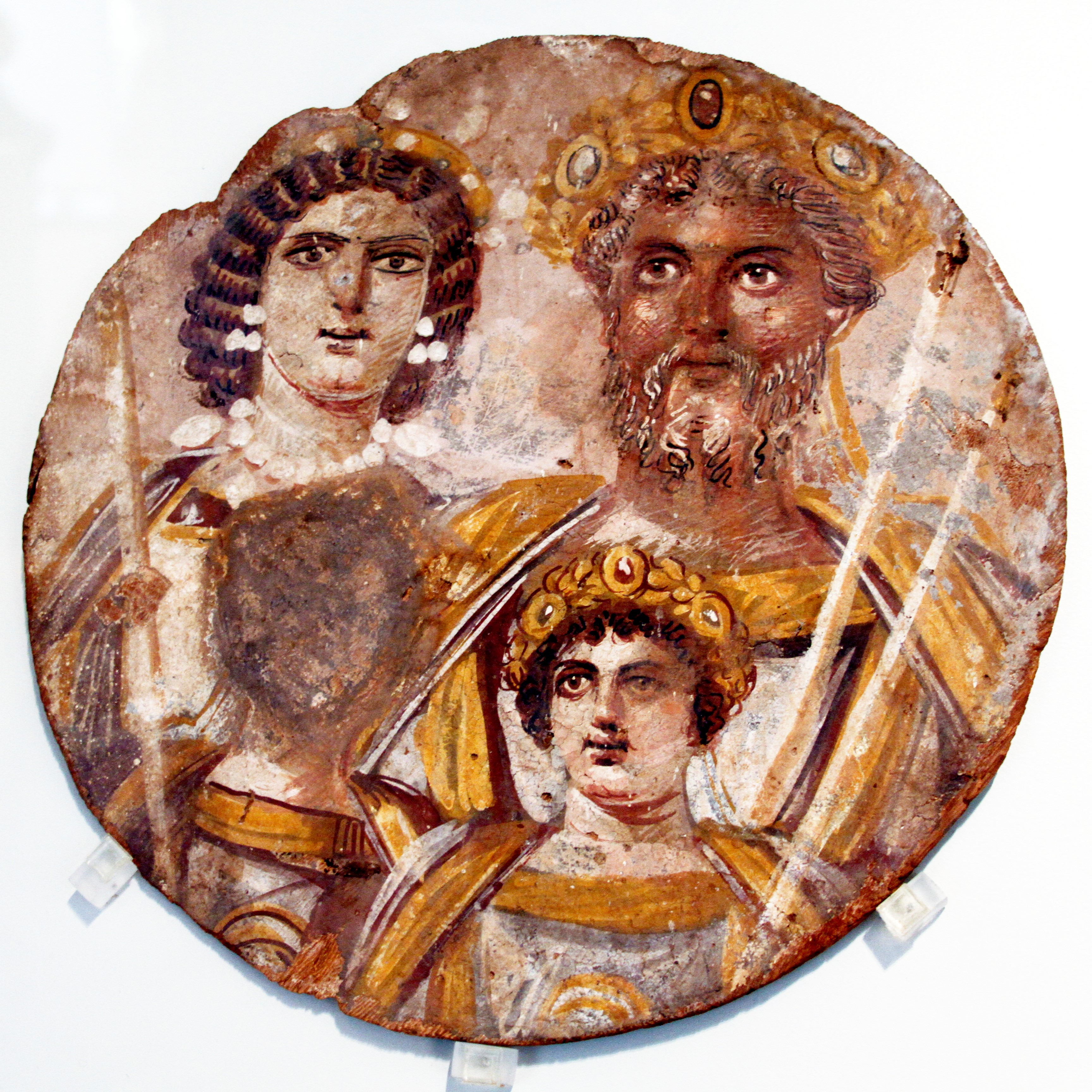
Tondo de la dinastia dels Severs on apareixen retrats de Septimi Sever, Júlia Domna, Caracal·la i Publi Septimi Geta. La cara de Geta ha estat esborrada a causa de la "damnatio memoriae" ordenada pel seu germà, Caracal·la

Damnatio memoriae és una denominació moderna donada a la condemna oficial d'un emperador romà pel senat romà, mentre que el contrari era l'apoteosi (apotheosis).
La pràctica de jutjar els regnats es va iniciar després de la mort de Juli Cèsar. Quan la successió era clara, es pronunciava l'apoteosi de l'emperador, que volia dir que havia pujat al cel i era considerat un déu. El 54, Neró va tenir dificultats per a obtenir la deïficació de son padrastre Claudi. A la mort d'Hadrià, que havia tingut una vida privada sexual molt escandalosa, el senat hi va dubtar, però el seu successor Antoní Pius va fer saber que volia que fos reconegut déu.
Un regnat considerat dolent suposava esborrar el nom de les inscripcions i la destrucció d'estàtues. Alguns emperadors, tot i que no foren condemnats pel senat, van rebre, de fet, aquest tracte. D'altres foren primer condemnats i més tard rehabilitats.
El costum va desaparèixer al segle iii amb la introducció del cristianisme.